# XVIII Liga Andaluza de Futbol Americano
La XVIII Liga Andaluza de Futbol Americano è la 18ª edizione del campionato di football americano, organizzato dalla FAFA.

## Squadre partecipanti
| Club                | Città             | Stadio | Sponsor ufficiale | Risultato nella stagione 2018 |
| ------------------- | ----------------- | ------ | ----------------- | ----------------------------- |
| Almería Barbarians  | Almería           |        |                   |                               |
| Mairena Blue Devils | Palomares del Río |        |                   |                               |
| Málaga Corsairs     | Malaga            |        |                   |                               |
| Sevilla Linces      | Siviglia          |        | Inmobalia         |                               |

## Stagione regolare

### Calendario

#### 1ª giornata
| Almería 4 novembre 2018, ore 11:00 | Almería Barbarians | 41 – 8 referto | Sevilla Linces | Estadio de la Juventud "Emilio Campra" |

| Palomares del Río 4 novembre 2018, ore 12:00 | Mairena Blue Devils | 50 – 7 referto | Málaga Corsairs | Polideportivo |

#### 2ª giornata
| Palomares del Río 18 novembre 2018, ore 12:00 | Mairena Blue Devils | 6 – 14 referto | Almería Barbarians | Polideportivo |

| Malaga 18 novembre 2018, ore 12:00 | Málaga Corsairs | - – - referto | Sevilla Linces | Campo de fútbol José Gallardo |

#### 3ª giornata
| Siviglia 1º dicembre 2018, ore 12:00 | Sevilla Linces | 0 – 28 referto | Mairena Blue Devils | Estadio de la Universidad Pablo Olavide |

| Almería 2 dicembre 2018, ore 11:00 | Almería Barbarians | 48 – 7 referto | Málaga Corsairs | Estadio de la Juventud "Emilio Campra" |

#### 4ª giornata
| Siviglia 13 gennaio 2019, ore 12:00 | Sevilla Linces | 0 – 48 referto | Almería Barbarians | Estadio de la Universidad Pablo Olavide |

| Malaga 13 gennaio 2019, ore 12:00 | Málaga Corsairs | 0 – 55 referto | Mairena Blue Devils | Campo de fútbol José Gallardo |

#### 5ª giornata
| Almería 27 gennaio 2019, ore 11:00 | Almería Barbarians | 14 – 48 referto | Mairena Blue Devils | Estadio de la Juventud "Emilio Campra" |

| Siviglia 27 gennaio 2019, ore 12:00 | Sevilla Linces | 0 – 14 referto | Málaga Corsairs | Estadio de la Universidad Pablo Olavide |

#### 6ª giornata
| Palomares del Río 10 febbraio 2019, ore 12:00 | Mairena Blue Devils | 53 – 0 referto | Sevilla Linces | Polideportivo |

| Malaga 10 febbraio 2019, ore 12:00 | Málaga Corsairs | 12 – 20 referto | Almería Barbarians | Campo de fútbol José Gallardo |

### Classifica
La classifica della regular season è la seguente:
- PCT = percentuale di vittorie, G = partite giocate, V = partite vinte,  P = partite perse, PF = punti fatti, PS = punti subiti

| Pos. | Squadra             | PCT  | G | V | N | P | PF  | PS  |
| ---- | ------------------- | ---- | - | - | - | - | --- | --- |
| 1    | Mairena Blue Devils | .833 | 6 | 5 | 0 | 1 | 240 | 35  |
| 2    | Almería Barbarians  | .833 | 6 | 5 | 0 | 1 | 185 | 81  |
| 3    | Málaga Corsairs     | .200 | 5 | 1 | 0 | 4 | 40  | 173 |
| 4    | Sevilla Linces      | .000 | 5 | 0 | 0 | 5 | 8   | 184 |

## XVIII Final de la LAFA
| Mairena del Aljarafe 24 febbraio 2019, ore 11:00 | Mairena Blue Devils | 28 – 14 | Almería Barbarians | Polideportivo Municipal Francisco de León |

## Verdetti
- Mairena Blue Devils Campioni della LAFA